# ロミー・シュナイダー賞
ロミー・シュナイダー賞（ロミー・シュナイダーしょう、Prix Romy Schneider）は、フランスの映画界で将来有望な女優に贈られる映画の賞である。1984年に創立された。
1981年に設立された男優が対象のジャン・ギャバン賞、およびそれが2008年に改名されたパトリック・ドヴェール賞と、提携関係にある。

## 受賞者
- 1984年 - クリスティーヌ・ボワッソン
- 1985年 - エリザベート・ブールジーヌ
- 1986年 - ジュリエット・ビノシュ
- 1987年 - カトリーヌ・ムシェ
- 1988年 - ファニー・バスティアン
- 1989年 - マチルダ・メイ
- 1990年 - ヴァネッサ・パラディ
- 1991年 - アンヌ・ブロシェ
- 1992年 - アヌーク・グランベール
- 1993年 - エルザ・ジルベルスタイン
- 1994年 - サンドラ・スパイヒェルト
- 1995年 - サンドリーヌ・キベルラン
- 1996年 - マリー・ジラン
- 1997年 - ジュリー・ガイエ
- 1998年 - イザベル・カレ
- 1999年 - マチルド・セニエ
- 2000年 - クロティルド・クロー
- 2001年 - エレーヌ・ド・フジュロール
- 2002年 - エマ・ドゥ・コーヌ
- 2003年 - リュディヴィーヌ・サニエ
- 2004年 - ローラ・スメット
- 2005年 - セシル・ドゥ・フランス
- 2006年 - メラニー・ロラン
- 2008年 - オドレイ・ダナ
- 2009年 - デボラ・フランソワ
- 2010年 - マリ＝ジョゼ・クローズ
- 2011年 - アナイス・ドゥムースティエ
- 2012年 - ベレニス・ベジョ
- 2013年 - セリーヌ・サレット
- 2014年 - アデル・エグザルホプロス[3]
- 2015年 - アデル・エネル[4]
- 2016年 - ルー・ドゥ・ラージュ
- 2017年 - 受賞者なし
- 2018年 - アデリーヌ・デルミ
- 2019年 - ディアーヌ・ルクセル